# کولن
کولُن (با نشان C) یکای بار الکتریکی در دستگاه بین‌المللی یکا‌ها (اس‌آی) است. تعریف آن در دستگاه بین‌المللی یکاها امروزه برابر است 1 آمپر جریان عبوری در مدت زمان 1 ثانیه که حدوداً با بار ۱۰۱۸ × ۶٫۲۴۱۵۱ پروتون یا بار ۱۰۱۸ × ۶٫۲۴۱۵۱ الکترون برابر است.

## نام و تاریخچه
کولن از نام شارل آگوستن دو کولن فیزیکدان فرانسوی گرفته شده است؛ همانند دیگر یکا‌ها در دستگاه بین‌المللی یکاها که با اسامی افراد نام‌گذاری شده‌اند. نماد کولن، حرف سی انگلیسی بزرگ (C) است.
در سال ۱۸۷۸ انجمن علمی بریتانیا ولت، اهم و فاراد را معنی کرد اما کلون معنی نشد. در سال ۱۸۸۱ کنگره بین‌المللی الکتریک برق که امروزه به اسم کمیسیون بین‌المللی الکترونیک (IEC) شناخته میشود ولت را واحدی برای نیروی محرکه الکتریکی ، آمپر واحدی برای جریان الکتریکی و کلون واحدی برای بار الکتریکی معرفی نمود. در آن زمان ولت تفاوت پتانسیل در یک طول یک هادی زمانی که یک آمپر جریان یک وات از انرژی انتقال می‌دهد تعریف می‌شد. کولن در آن زمان بخشی از سیستم واحد الکترومگنتیک (EMU) بود. کولن جهانی که امروزه می‌شناسیم در سال ۱۹۰۸ توسط کمیسیون بین‌المللی الکترونیک معرفی شد.

## تعریف‌
در سیستم SI  کولن به صورت آمپر در ثانیه تعریف می‌شود. {\textstyle 1\mathrm {C} =1\mathrm {A} \times 1\mathrm {s} } جریان نیز با گرفتن بار الکترون به اندازه e یا مقدار   1.602176634×10−19 کولن تعریف می‌شود.
یک کولن همچنین مقدار بار اندوخته شده در سمت مثبت خازن است در صورتی که گنجایش آن ۱ فاراد و اختلاف پتانسیل اعمال شده، ۱ ولت باشد.
{\displaystyle 1\mathrm {C} =1\mathrm {F} \cdot 1\mathrm {V} }
این یکای اس‌آی، به افتخار شارل آگوستن دو کولن، کولن نامیده شده‌است؛ همانند دیگر یکاهای اس‌آی نشان این یکا نیز از حرف نخست نام بنیان‌گذار آن (C) برداشته شده‌است.

## تبدیل‌ها
- هر مول پروتون (نزدیک ۱۰۲۳ × ۶٫۰۲۲ یا عدد آووگادرو) به نام ثابت فارادی یا فارادی شناخته شده‌است. هر فارادی با ۹۶۴۸۵٫۳۳۹۹ کولن برابر است. پیرو عدد آووگادرو (NA) هر کولن برابر با نزدیک۱۰−۵ × NA × ۱٫۳۶ بار الکترون است.
- هر آمپر ساعت = ۳۶۰۰ کولن و ۱ میلی‌آمپر ساعت = ۳٫۶ کولن
- بار الکترون برابر با۱۰−۱۹ × ۱٫۶۰۲۱۷۶۴۸۷ کولن:استاندارد مرجع در مترولوژی یکی از ثابت‌های بنیادی فیزیک جهت واحد آمپرA
- یک استات‌کولن (statC)، یکای بار الکترواستاتیک سی‌جی‌اس (esu)، با حدود ۱۰−۱۰ × ۳٫۳۳۵۶ کولن برابر است.
- هر کولن برابر بار الکتریکی ۱۰۱۸ × ۶٫۲۴۱۵۰۶ پروتون یا به‌طور ضرب شده به ۱ منفی (۱-) برابر با بار الکتریکی ۱۰۱۸ × ۶٫۲۴۱۵۰۶ الکترون است.